# Louis Zborowski
Grof Louis Vorow Zborowski, poljski dirkač, * 20. februar 1895, Mayfair, London, Anglija, Združeno kraljestvo, † 19. oktober 1924, Monza, Italija.
Louis Zborowski se je rodil 20. februarja 1895 v Mayfairu, London. Njegov oče je bil grof William Eliot Morris Zborowski, tudi dirkač, mati pa američanka Margaret Laura Astor Carey.
Na dirkah za Veliko nagrado se je prvič pojavil v sezoni 1921, ko je bil prijavljen na dirko za Veliko nagrado Francije, a ni štartal zaradi težav z dirkalnikom. V naslednji sezoni 1922 je na dirki za Veliko nagrado Francije odstopil v devetnajstem krogu zaradi okvare motorja, na dirki za Veliko nagrado Penya Rhina v razredu Voiturette pa je zasedel drugo mesto. Dosežek je ponovil na dirki tudi v naslednji sezoni 1923, ko je bil drugi tudi na dirki za Veliko nagrado Španije, kjer ga je premagal le Albert Divo. Nastopil je tudi na dirki Indianapolis 500 1923, kjer je osvojil peto štartno mesto, nato pa zaradi okvare dirkalnika zasedel dvajseto mesto. V sezoni 1924 je prestopil v moštvo Mercedes, toda na dirki za Veliko nagrado Italije na dirkališču Autodromo Nazionale Monza se je smrtno ponesrečil ob trčenju v drevo.